# Internet in Russland

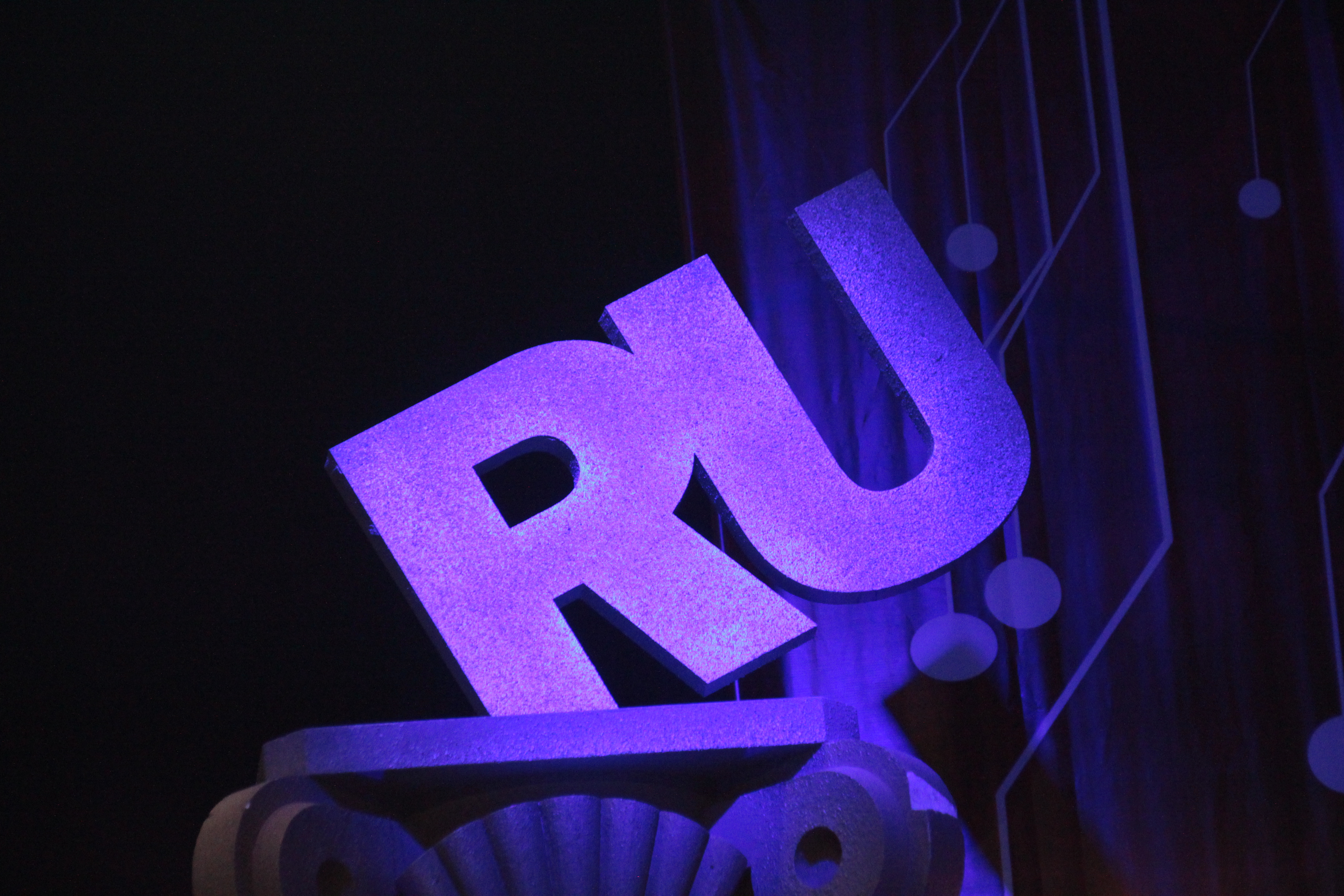
RuNet-Logo von 2009 während der Verleihung des Runet Prize

Internet in Russland oder russisches Internet (russisch: российский Интернет, was russlandbezogenes Internet bedeutet) und manchmal RuNet ist ein Teil des Internets, das mit Russland verbunden ist. Der Internetzugang steht in Russland Unternehmen und Privatanwendern in verschiedenen Formen zur Verfügung, darunter Einwahl, Kabel, DSL, FTTH, Mobilfunk, WLAN und Satellit.
Im Juli 2018 waren 114.920.477 Menschen (80,86 % der Gesamtbevölkerung des Landes) Internetnutzer.
Im September 2020 belegte Russland den 47. Platz unter den Ländern der Welt nach der festen Breitband-Internetzugangsgeschwindigkeit mit einer durchschnittlichen Downloadgeschwindigkeit von 75,91 Mbit/s und den 88. Platz nach der Internetzugangsgeschwindigkeit des Mobilfunknetzes mit 22,83 Mbit/s.
Laut Freedom House ist das Internet in Russland seit 2019 „nicht frei“.
Im September 2011 überholte Russland Deutschland auf dem europäischen Markt mit der höchsten Zahl an gewöhnlichen Onlinenutzern. Im März 2013 ergab eine Umfrage, dass Russisch die am zweithäufigsten verwendete Sprache im Internet geworden ist.
Russen sind starke Nutzer sozialer Netzwerke, von denen Odnoklassniki.ru (von 75 % der 25- bis 35-jährigen Russen im Jahr 2009 genutzt) und VKontakte die beliebtesten sind. LiveJournal ist auch seit langem beliebt.
Die Behörde Roskomnadsor brachte im März 2025 im östlichen Landesteil Cloudflare zum Versagen. Ein erheblicher Teil des Internets fiel aus. Im Mai und Juni 2025 wurde gegen die Steuerung von Drohnen das mobile Internet 200 mal in russischen Regionen ausgeschaltet.
Die russischen Behörden verlangen volle Dateneinsicht bei Internetdiensten. Diese Schritte führen zum Souveränen russischen Internet.